# Messojacha (rivier)
De Messojacha (Russisch: Мессояха) is een rivier in het het noorden van het Russische autonome district Jamalië (oblast Tjoemen) in het noordoostelijke deel van het West-Siberisch Laagland. De rivier heeft een lengte van 446 kilometer en kent een sterk meanderend verloop. De rivier mondt via meerdere stromen uit in de Tazboezem (zijgeul van de Obboezem) van de Karazee.
De rivier wordt vooral gevoed door sneeuw en regen en treedt buiten haar oevers van juni tot augustus. De belangrijkste zijrivieren zijn de Njangoesjacha, Njadajacha, Moedoejjacha en Indikjacha.
In de rivier werd in het verleden een gasveld aangetroffen, waarvoor een pijpleiding werd gelegd naar de stad Norilsk.